# سون يو (كرة سلة)
سون يو (بالصينية: 孙悦) مواليد 6 نوفمبر 1985 في سانغتشو، خبي، الصين، هو لاعب كرة سلة صيني بدأ مسيرته الاحترافية في سنة 2002. تم اختياره من قبل فريق لوس أنجلوس ليكرز خلال الدرافت يلعب مع فريق بكين دوكز في الرابطة الصينية لكرة السلة كلاعب هجوم خلفي ويحمل الرقم 9. يبلغ طوله 6 قدم 9 بوصة (2.1 م). مثّل منتخب بلاده. شارك في مسابقة كرة السلة في الألعاب الأولمبية الصيفية.

## إحصائيات المسيرة

### إحصائيات إن بي إيه

#### الموسم الاعتيادي
| السنة   | الفريق           | لعب | بدأ | دقيقة | ميداني% | ثلاثية | حرة  | ارتداد | صنع | استلاب | تصدي | نقطة |
| ------- | ---------------- | --- | --- | ----- | ------- | ------ | ---- | ------ | --- | ------ | ---- | ---- |
| 2008–09 | لوس أنجلوس ليكرز | 10  | 0   | 2.8   | .273    | .000   | .000 | 0.0    | 0.2 | 0.1    | 0.1  | 0.6  |
| المسيرة |                  | 10  | 0   | 2.8   | .273    | .000   | .000 | 0.0    | 0.2 | 0.1    | 0.1  | 0.6  |

## روابط خارجية
- سون يو على موقع الاتحاد الدولي لكرة السلة (الإنجليزية)
- سون يو على موقع إن بي أي (الإنجليزية)
- سون يو على موقع سبورتس رفرنس (الإنجليزية)
- سون يو على موقع كرة السلة الأوروبية.كوم (الإنجليزية)
- سون يو على موقع ريلجم (الإنجليزية)
- سون يو على موقع بروبوليرز (الإنجليزية)
- سون يو على موقع سبورتس رفرنس (الإنجليزية)
- سون يو على موقع سبورتس رفرنس (الإنجليزية)
- سون يو على موقع أوليمبيديا (الإنجليزية)